# NGC 4
NGC 4 este o galaxie lenticulară din constelația Peștii.